# Baures (Bolivie)
Baures est une agglomération bolivienne d'environ trois mille habitants, approximativement au centre de la division administrative du même nom d'environ 16 000 kilomètres2 regroupant 5 965 habitants au recensement de 2012. Située dans la province d'Iténez dans le département du Beni, elle tient son nom de l'ethnie baure qui la peuple depuis l'époque précolombienne, par 13 degrés et 40 minutes de latitude sud et 62 degrés et 50 minutes de longitude Ouest.